# Quattro Hitokiri di Bakumatsu

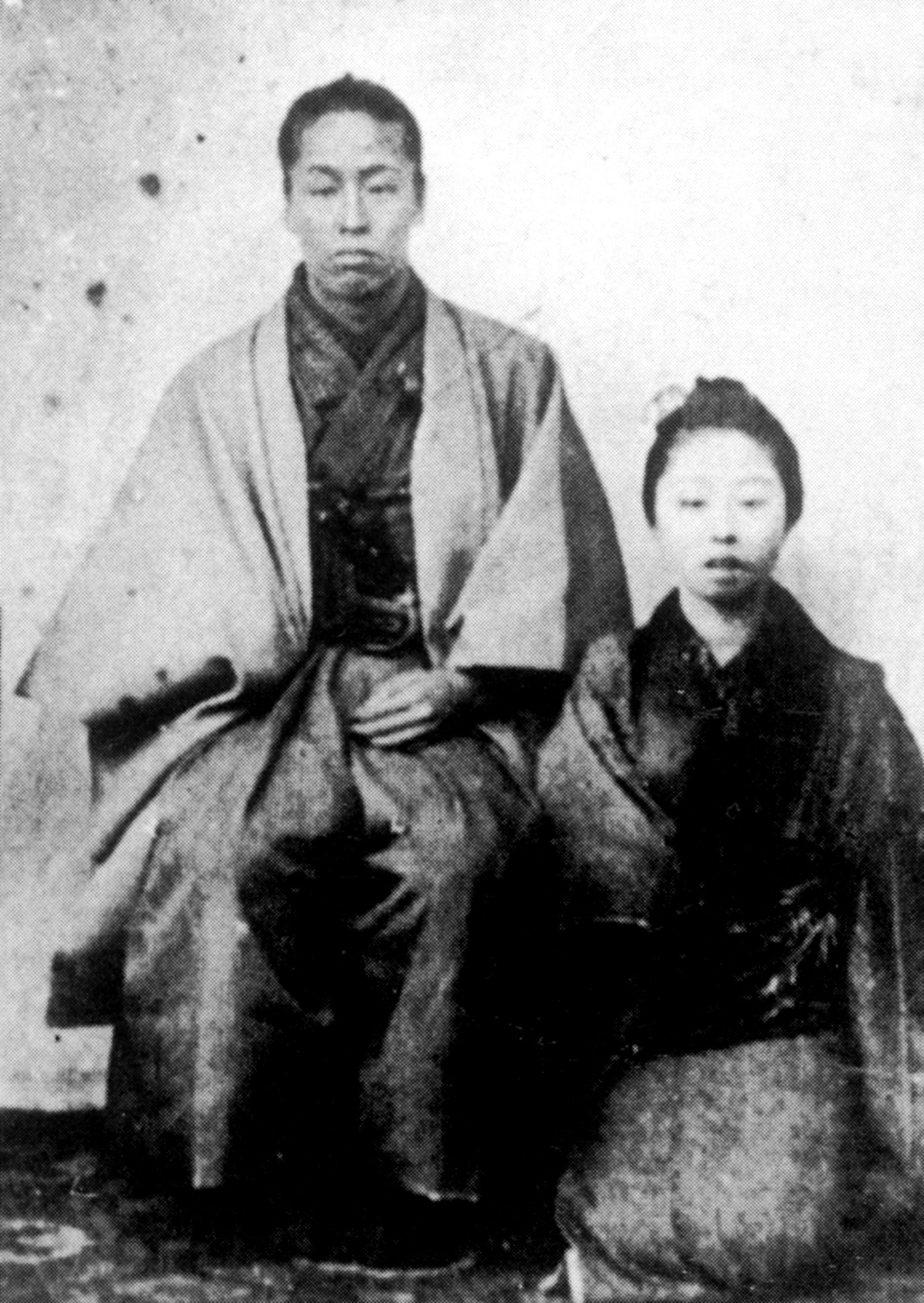
Kirino Toshiaki, uno dei Quattro Hitokiri del Bakumatsu.

Quattro Hitokiri del Bakumatsu (幕末四大人斬り) furono quattro samurai d’élite attivi durante il periodo Bakumatsu (1853–1868), gli ultimi anni dello shogunato Tokugawa. Il termine hitokiri significa letteralmente “macellatore di uomini” o “assassino”, e fu attribuito a questi guerrieri per la loro abilità letale e il ruolo centrale negli omicidi politici che precedettero la Restaurazione Meiji

## Contesto storico
Durante il Bakumatsu, il Giappone fu travolto da tensioni interne causate dall’apertura forzata ai commerci occidentali e dalla crescente opposizione al governo Tokugawa. I movimenti lealisti, come il sonnō jōi (“riverire l’Imperatore, espellere i barbari”), si radicalizzarono. In questo clima nacquero gruppi come il Tosa Kinnō-tō, guidato da Takechi Hanpeita, che impiegò assassini per eliminare figure politiche ostili alla restaurazione imperiale.

## I quattro hitokiri
I samurai riconosciuti come i quattro hitokiri furono:
- Kawakami Gensai (1834–1872): noto per la sua freddezza e precisione. Fu coinvolto nell’assassinio di Sakuma Shōzan, un sostenitore dell’apertura al mondo occidentale.
- Kirino Toshiaki (1838–1877), anche noto come Nakamura Hanjirō: inizialmente hitokiri, divenne generale dell’esercito imperiale e morì nella Battaglia di Shiroyama durante la ribellione di Satsuma.
- Tanaka Shinbei (1832–1863): operò sotto Takechi Hanpeita. Fu arrestato dopo l’omicidio di Anegakōji Kintomo e si suicidò con la sua spada durante l’interrogatorio.
- Okada Izō (1838–1865): il più temuto, soprannominato “il macellaio di Tosa”. Fu giustiziato nel 1865 dopo essere stato catturato e torturato.

## Attività e impatto
Questi samurai agivano principalmente a Kyoto, dove gli omicidi politici erano frequenti. Le loro azioni erano considerate “tenchū” (punizione celeste) contro i traditori dell’Imperatore. Il loro operato contribuì a destabilizzare il potere dello shogunato e a favorire il clima rivoluzionario che portò alla Restaurazione Meiji.

## Fine e conseguenze
Con la formazione dello Shinsengumi, unità di polizia leale allo shogunato, gli hitokiri furono progressivamente eliminati. Solo Kirino Toshiaki sopravvisse abbastanza da combattere per l’Impero, mentre gli altri morirono prima del 1868.

## Rappresentazioni culturali
La figura degli hitokiri ha ispirato numerose opere:
- Il film Hitokiri (1969) di Hideo Gosha, con Shintarō Katsu e Yukio Mishima.
- Il manga Rurouni Kenshin, ispirato a Kawakami Gensai.
- Il videogioco Like a Dragon: Ishin! (2023), dove appaiono come antagonisti.